# Geschichte der Stadt Lubsko

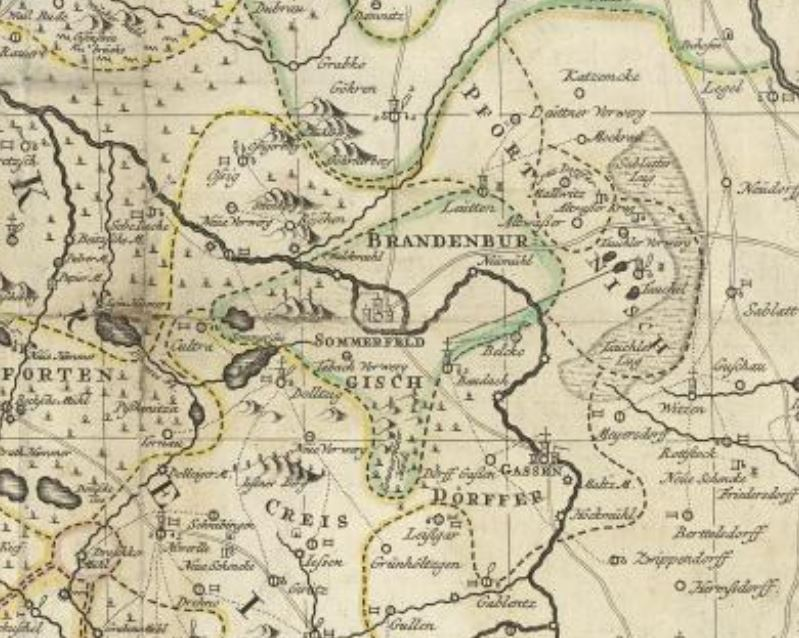
Brandenburgische Exklave Sommerfeld 1753

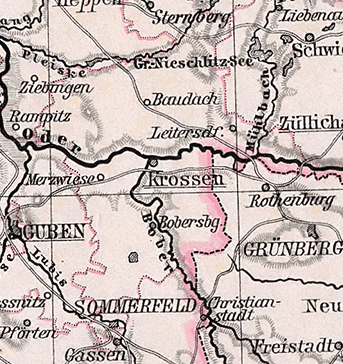
Die Stadt Sommerfeld südlich der Stadt Crossen an der Oder auf einer Landkarte von 1905

Die Geschichte der Stadt Lubsko umfasst mehr als achthundert Jahre im zumeist wechselhaften Besitztum verschiedener Landesherrn und somit Zugehörigkeiten. Die ersten Anfänge der urkundlichen Entwicklung datieren auf 1202. Die nachfolgenden Jahrhunderte verblieb die Stadt als eine zunächst kleine Ortschaft mit späteren Herrensitz, ohne überregionale Bedeutung. Anschließend setzte eine industrielle Entwicklung ein.

## Frühgeschichte
Die Umgebung um die heutige Stadt Lubsko (deutsch: Sommerfeld) war bereits während der Periode der Lausitzer Kultur bewohnt. Darauf weisen Funde aus dieser prähistorischen Zeit hin. Die Besiedlung in der Neuzeit geht nach der Überlieferung des Sommerfelder Oberpredigers Johann Möller (1628–1671) bis in die erste Hälfte des 9. Jahrhunderts zurück und wird auf das Jahr 840 datiert. 1840 wurde in Sommerfeld sogar das 1000-jährige Bestehen der Stadt gefeiert. Diese Entstehungsgeschichte der Stadt ist legendär. Zu jener Zeit war das Land vom slawisch-sorbischen Stamm Nicer, abgeleitet vom Fluss Neiße, bewohnt. Die Siedlung teilte für ein paar Jahrhunderte das Schicksal der Niederlausitz, zu der es auch geografisch gehört.

## Etymologie des Stadtnamens
Das Sommerfeld war ein Begriff in der Landwirtschaft und bildete zusammen mit dem Winterfeld und dem Brachfeld die Grundlage der Dreifelderwirtschaft, die seit dem 12. Jahrhundert aufkam. Die Stadt Sommerfeld besaß keinen eigenen sorbischen Namen und war von Anfang an eine deutsche Marktsiedlung, die auf oder neben einem Sommerfeld entstand. Der Ortsname Sommerfeld bzw. Sommerfelde kommt in den slawischen bewohnten Gebieten in Vorpommern, Brandenburg und der Markgrafschaft Meißen fünf Mal vor. Der niedersorbische Stadtname Žemŕ (so die spätere Schreibweise) ist eindeutig auf das deutsche Wort Sommer zurückzuführen. Der älteste Beleg für „Żemż“ stammt aus dem Buch des Lübbenauer Pastors Johann Gottlieb Hauptmann von 1761. Durch die Konsonanten- und Vokaldrehungen wurde Sommer zu: Zemer, Zemr, Žemr und Žemŕ, ausgesprochen Schemr und Schemsch („ž“: [⁠ʒ⁠] wie „j“ französisch in „Jean“). Aus dem niedersorbischen Stadtnamen Žemŕ wurde 1945 der neue polnische Name Zemsz, den man bereits 1947, als man wohl seine deutsche Etymologie feststellte, aufgab. So entstand der neue künstliche, dafür aber politische korrekte Name Lubsko, abgeleitet vom Fluss Lubsza (Lubst/Lubis), deren Name auf das sorbische Wort lubo „lieb“ zurückgeht („lieber/schöner Fluss“), das die gleiche Bedeutung wie das polnische Wort „luby“ hat.

## Zeittafel Sommerfeld im Mittelalter
- 1202 erste Urkunden für Orte in der Ostniederlausitz: Sagan, Naumburg am Bober und Crossen ausgestellt vom Herzog von Polen-Schlesien Heinrich II., damit beginnt die urkundliche Geschichte der Ostniederlausitz.
- Um 1226, Herzog Heinrich II. verkauft das Gubener Land an die Markgrafschaft Lausitz (Hypothese). Zwei Urkunden des Herzogs Heinrich von 1211 und 1222 nennen Guben als Salzniederlage, die nächste Urkunde ist das Privileg der Stadterhebung ausgestellt 1235 von Markgrafen Heinrich von Meißen.
- um 1240 Gründung der Marktsiedlung (Hypothese) Sommerfeld als meißnischer Grenzort
- 1253 erste urkundliche Erwähnung von Sommerfeld
- um 1273 Verleihung des Stadtrechts (Hypothese)
- 1283 Erweiterung der Stadtrechte
- 1301, beim Verkauf der Lausitz durch den Markgrafen von Meißen an den Erzbischof von Magdeburg (vom Kaiser annulliert) wird im Vertrag Sommerfeld vergessen.
- 1304 Verkauf von Sommerfeld an Otto IV. von Brandenburg (Askanier)
- 1308/1309 von seinem Neffen Waldemar († 14. August 1319) beerbt.
- 1318 Ersterwähnung der niederen Gerichtsbarkeit
- 1320, Heinrich das Kind (* um 1308; † Juli 1320), ein Großcousin von Waldemar, wird von Herzog Rudolf von Sachsen-Wittenberg (andere Askanierlinie) beerbt.
- 1323, Rudolf verliert die Mark Brandenburg, Sommerfeld geht im gleichen Jahr an Herzog Ludwig von Bayern (1315–1361), den Sohn des Kaisers Ludwig Wittelsbach (Wittelsbacher waren von 1323 bis 1367 Markgrafen von der Lausitz).
- 1323–?, Kaiser Ludwig IV. verpfändet Lausitz als Kriegslohn an den Wettiner Friedrich II., den Landgrafen von Thüringen und Markgrafen von Meißen (seinen Schwiegersohn in spe).
- 1328–1339, Ludwig von Bayern verpfändet die Lausitz an Herzog Rudolf von Sachsen-Wittenberg.
- 1353–1364, Ludwig von Bayern verpfändet die Lausitz an den Markgrafen Friedrich III. von Meißen. Sein jüngerer Bruder Balthasar fungiert zeitweise als Statthalter in der Lausitz.
- 1362–1364, Sommerfeld und Luckau werden zu Residenzstädten des meißnischen Landvogts Nicolaus von Köckritz.
- 1363, Wittelsbacher verlieren Pfandrechte an der Markgrafschaft Lausitz.
- 1. November 1364, Kaiser Karl IV. löst das Pfand für die halbe Lausitz aus. Sommerfeld geht als Lehen an den Herzog Bolko II. von Schweidnitz († 28. Juli 1368).
- 1364 Ersterwähnung der Burg
- 1370, Sommerfeld kauft zwei Dörfer im Umland: Hinkendorf und Dubrau.
- 1. August 1370, Kaiser Karl IV. erklärt die Markgrafschaft Lausitz zum Nebenland der Krone Böhmens.
- 1383/1384, Herzog Johann von Görlitz († 1396) wird unter Vormundschaft seines Halbbruders Königs Wenzel von Böhmen Markgraf der Lausitz.[4]
- 1393 Ersterwähnung des Bürgermeisters
- 1397, König Wenzel ernennt seinen Cousin Jobst von Mähren († 1411) zum Markgrafen der Lausitz.
- 1400 Ersterwähnung Sommerfelds in Urkunde des Papstes Bonifatius IX.
- 1401 Ersterwähnung des Spitals
- 1411, die Stadt und die Herrschaft Sommerfeld gehen an die von Bieberstein.
- 1422 Ersterwähnung der Weingärten
- 1456 Ersterwähnung des Rathauses („pretorium“)
- 1476 Verkauf der Herrschaft Sommerfeld an den Herzog Johann II. von Sagan
- 1482, Johann erbt das Herzogtum Glogau von seinem Cousin Heinrich XI., dessen Witwe Barbara von Hohenzollern Crossen, Züllichau, Bobersberg und Sommerfeld als Wittum mit Pfandrecht von Johann bekommt.
- 25. Oktober 1482, das Pfandrecht wird Barbara, ihrem Vater Albrecht Achilles und Brüdern und Erben von König Matthias von Ungarn und Böhmen bestätigt. Sommerfeld wird dem Herzogtum Crossen zugeschlagen.[5]
- 1496 Stadtbrand
- 1514, die Pfandlösungsrechte werden häufig her und hin verliehen. Teilweise erwirbt diese König Vladislav II. von Böhmen und Ungarn nach der Hochzeit mit Barbara, anteilig besitzt diese Herzog Karl I. von Münsterberg-Oels, ein Schwiegersohn Johanns. Karl erwirbt 1514 die Pfandrechte des Königs.[6]
- 1537, Kurfürst Joachim II. von Brandenburg zahlt Abfindung an die Söhne Karls, die auf ihre Erbansprüche verzichten. Sommerfeld und Crossen werden endgültig rechtlich brandenburgisch.[7] Mit dem Friedensabkommen von Berlin am 28. Juni 1742 nach dem Ersten Schlesischen Krieg endet endgültig die böhmische Lehnshoheit für das Herzogtum Crossen.

## Apotheke

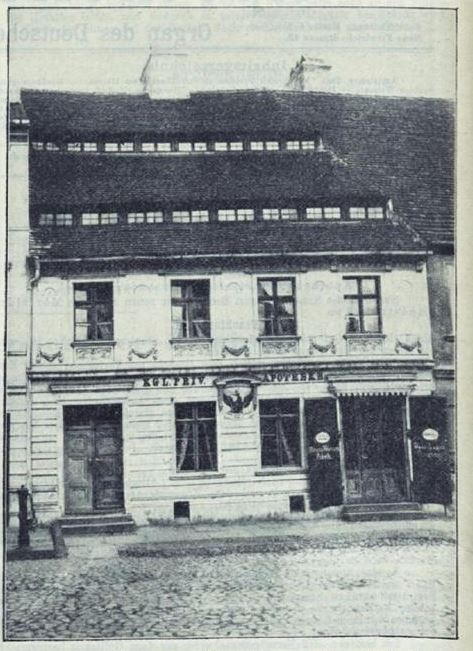
Apotheke in Sommerfeld, Markt 17, 1886

Apotheker und Ärzte sind als Fundament der medizinischen Grundversorgung zu betrachten. Ausgebildete Apotheker verdrängten nach der Einführung der rechtlichen Regelungen Kräuterfrauen, Quacksalber und Kurpfuscher. Die erste Apotheke in Sommerfeld wurde im Jahre 1604 erwähnt, als der Apotheker Jakob Beutler starb. Nachher werden noch mehrfach Apotheker genannt. Die Informationen über die ersten Apotheker und Ärzte in Sommerfeld stammen aus der Chronik des Pfarrers Johann Joachim Möller. Im Jahre 1725 bekam Theodor Pudor von Friedrich Wilhelm die Genehmigung für die Führung einer Apotheke, die nachher sein Nachfahre Johann Caspar Sternberg übernahm. Seit dem Privileg gab es ununterbrochen eine Apotheke für die Stadt und das Umland. Das Privileg für Sternberg erneuerte im Jahre 1774 Friedrich der Große. Laut dem Privileg besaß der Apotheker eine Monopolstellung, weil die Gründung einer zweiten Apotheke nicht gestattet war und die Ärzte die Salben nicht selbst herstellen durften. Außerdem bekam der Apotheker die Konzession für Handel mit Wein und Aquavit, die vorher nur der Ratskeller besaß. Zusätzliche Einkünfte sicherten die dauerhafte Existenz der Apotheke in der Kleinstadt. Abgesehen davon erfahren wir aus dem Privileg, dass es in Sommerfeld bereits zwei „Material Handel“ gab, wobei damit Materialistenhandel, eigentlich eine ostdeutsche Bezeichnung für eine Droguerie, eine Mischung aus der heutigen Drogerie und Apotheke zu verstehen ist, in der Kräuter, Gewürze, Salben, Zahnpasta und Atempastillen, Zuckerwaren, Kolonialwaren oder auch Kalkfarben verkauft wurden. Die Apotheke besaß diese Waren größtenteils auch im Sortiment, deswegen wurde sie vielleicht abseits vom Zentrum gegründet, um nicht direkt mit den etablierten Geschäften zu konkurrieren. Die Herstellung der Arzneisalben oder der Kräutermixturen mit Alkohol blieb nun dem Apotheker vorbehalten. Die Apotheke befand sich seit 1725 in der späteren Poststraße 27, dort wurde 1925 eine kleine Gedenktafel anlässlich des 200. Jahrestages des Privilegs angebracht. Im Jahre 1766 zog die Apotheke nach Markt 17, wo sie sich noch 1939 bestand. Bis 1886 waren die Apotheken in Preußen an Haus und Grundstück gebunden, erst danach entstand eine weitere Apotheke in Sommerfeld. Das Foto der Apotheke mit dem Schriftzug „Kgl. Priv. Apotheke“ (Königlich Privilegierte Apotheke) und mit einer Wasserpumpe auf der Straße, vor dem Umbau und der Aufstockung, entstand 1886.
Das Foto der Apotheke ist wohl eines der ältesten erhaltenen Fotos von Sommerfeld.
Siehe auch Artikel und Fotos zu Apotheke in Wikimedia Commons.

## In der Mark Lausitz
In den Zügen der deutschen Ostkolonisation soll der Ortsname Sommerfeld zum ersten Mal in einem Privileg zum Bau einer Burg von Markgraf Heinrich I. aus dem Jahr 1106 urkundlich erwähnt worden sein. Er selbst lebte zu diesem Zeitpunkt nicht mehr. Bei dem Dokument, das nur Johann Möller in seiner Stadtchronik zitierte, handelt es sich anscheinend um eine Fälschung, um die Ansprüche auf die Mark Lausitz innerhalb des Adelsgeschlechts der Wettiner zu untergründen.
1283 erweiterte Markgraf Heinrich der Erlauchte die Rechte der Bürger des bereits gewerblichen Orts, der von Mauern und Wehrtürmen umgeben war; bei der betreffenden Urkunde handelt es sich jedoch weder um die Stiftungsurkunde noch um die Urkunde, nach der die Stadt mit Magdeburger Recht bewidmet wurde. In der Urkunde, die auch nur als Abschrift vorliegt, werden mehrmals die Tuchmacher genannt; diesen z. B. wurde erlaubt, die Jahrmärkte frei, ohne Zoll entrichten zu müssen, mit zwei vierspännigen Wagen beziehen zu dürfen. Zwei Tore der Stadt führten nordwärts nach Guben und südwärts nach Sorau. Der Markgraf setzte überall seine Landvögte (advocati) ein, die in seinem Namen die Stadt verwalteten.

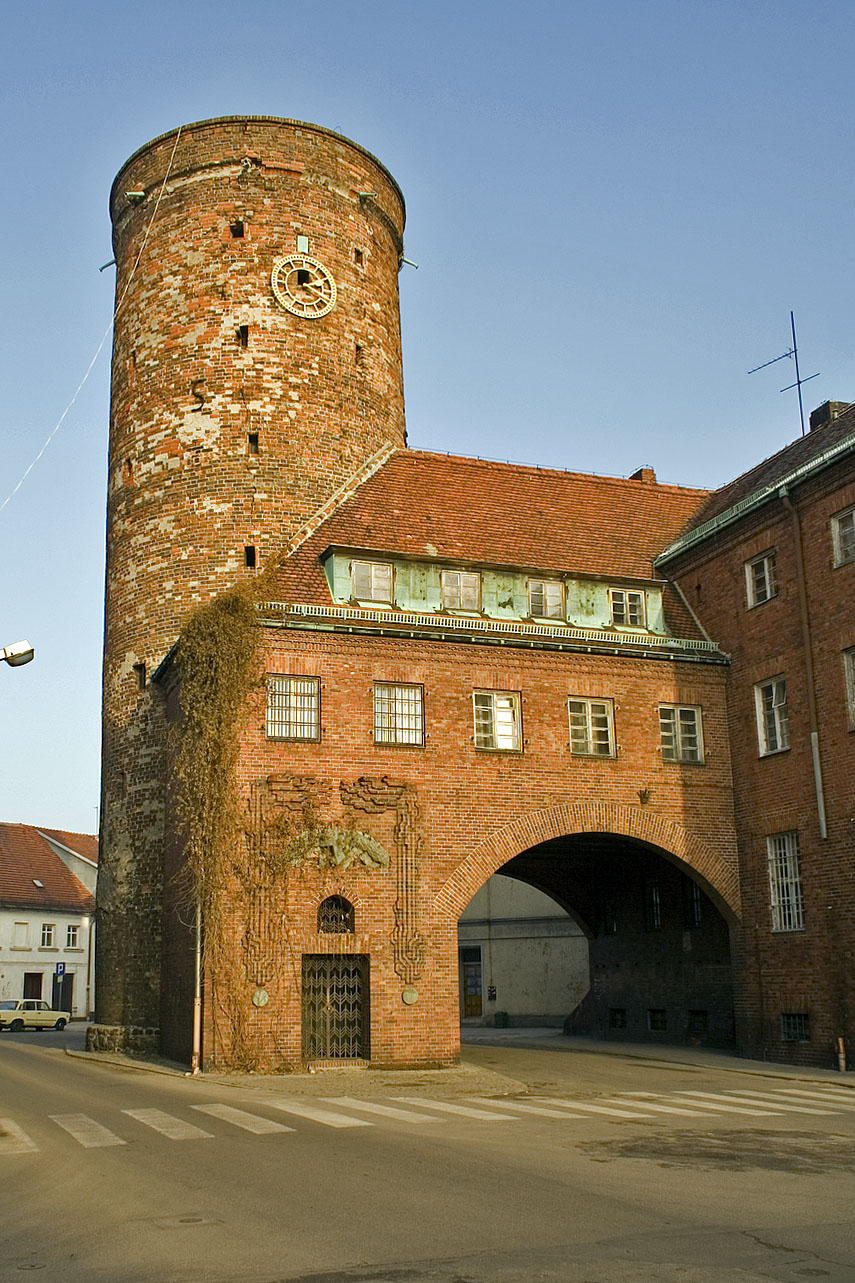
Büttelturm

## In der Mark Brandenburg
Nach dem Tod des Grafen Heinrich brachen die Erbstreitigkeiten unter der Wettinern aus. So verkaufte sein Enkel Dietrich IV. (Diezmann) die Stadt 1304 aufgrund seiner finanziellen Probleme an die brandenburgischen Askanier Otto IV. und Waldemar. Damit gehörte die Stadt zur Mark Brandenburg.
Die nachfolgenden Jahre waren durch wirtschaftliche Not, Missernten und Hunger gezeichnet. Vor seinem Tod verlieh Markgraf Waldemar 1318 unter anderem der Stadt Sommerfeld noch die Privilegien zur Rechtsprechung. Von da an hatte die Stadt das Verurteilungsrecht für die Verbrechen, die innerhalb der Mauer stattfanden. Auch das Recht zur Haltung der Gerichte, einen für ein Jahr wählbaren Richter und drei auf Lebenszeit gewählte Schöffen, war vergeben. Nach dem Tod des Markgrafen kam es zu Streitigkeiten und Kämpfen um die Niederlausitz zwischen den benachbarten Fürsten, wobei auch die Stadt betroffen war. So zog bald der Luxemburger Johann von Böhmen über die Mark und nahm die Stadt ein auf dem Weg nach Guben. Im Jahr 1323 wurden die Mark und die Stadt vom Kaiser Ludwig IV. an seinen ältesten Sohn Ludwig übertragen. Der neue Markgraf hat der Stadt 1343 die Freiheit von Zollabgaben durch die gesamte Mark zugesprochen. 1350 hat der Stadtrat die Wassermühle am Fluss Lubust erhalten.
Die Stadt wurde 1353 vom brandenburgischen Markgrafen an Friedrich III. von Meißen verpfändet. Friedrich erteilte 1359 ein wirtschaftliches Recht für den freien Handel mit Frankfurt und Brandenburg, das ein Jahr später von Ludwig dem Römer bestätigt wurde.

## Im schlesischen Herzogtum Schweidnitz-Jauer
Durch einen Vertrag zur Ablösung der Pfandsumme zwischen Kaiser Karl IV. und dem Brandenburger Markgrafen kam die Stadt zwischen 1364 und 1368 in die Besitz von Bolko II. von Schweidnitz, einem Verwandten des Kaisers aus dem polnischen Geschlecht der Piasten.
Jedes Mal, wenn die Stadt einen Besitzer wechselte, nutzte der Stadtrat die Gelegenheit, um neue Privilegien sowie die Bestätigung der bisherigen zu erhalten. Auch der schlesisch-polnische Herzog gab dem Stadtrat nach.

## In Böhmen
Nachdem Bolko ohne Nachkommen verstorben war, fiel Sommerfeld an Karl und seinen minderjährigen Sohn, den böhmischen König Wenzel IV., zurück und blieb während der nächsten knapp hundert Jahre unter der böhmischen Krone. Wenzel verlieh der Stadt 1411 das Münzrecht. In dem Jahrhundert kam es zu einer Mediatisierung der Stadt, die der Familie von Biberstein in Pfand übergeben worden war.
Im April 1430 wurde die Stadt von einem hussitischen Heer in der Stärke von 300 Fußsoldaten und Reitern geplündert und teilweise in Brand gesetzt, als diese Richtung Bober zogen. Wiederholt tauchten die Taboriten im August 1431 vor der Stadtmauer auf. Nach den zähen Verhandlungen und Abgabe der Verpflegung und sämtlichen Pferde haben sie diesmal die Stadt verschont.
Um 1457 wurde in der Stadt der Humanist Johannes Rak (der Jüngere) als Sohn eines Müllers geboren.

## Wieder in der Mark Brandenburg
Während des Märkischen Krieges zwischen Achilles von Brandenburg und Hans von Sagan wurde die Stadt von beiden Parteien mehrmals besetzt und erobert. Aufgrund des Kamenzer Friedens erhielt der Brandenburger 1492 Sommerfeld. Seitdem gehörte die Stadt neben Crossen bis 1945 zu Brandenburg. Die Stadt und die nahe Umgebung bildeten dadurch einen brandenburgischen Landkeil mitten in die sächsische Niederlausitz, die erst 1815 an die preußische Provinz Brandenburg fiel.
Am 13. Juli 1496 wurde Sommerfeld durch den großen Brand beinahe völlig zerstört. Der Wiederaufbau ging rasch voran, aus dieser Zeit stammt auch die Stadtpfarrkirche am Markt. Während des 16. Jahrhunderts kam es zur friedlichen Stadtentwicklung, die kein Krieg gestört hat. Eine Krönung dieser Epoche ist das Rathaus, gebaut im Renaissancestil von einem italienischen Architekten. Die Brände kamen noch wiederholt im Jahr 1597 und später 1609.
Die Mediatisierung der Stadt war 1543 vollkommen, als diese zum Privateigentum der Familie von Pack und später von Kottwitz geworden ist. Dies aber führte in den nachfolgenden Jahren zu mehreren Konflikten zwischen den Besitzern und dem Stadtrat. Diese hat 1611 eine Stadtwache ins Leben gerufen, um die Bewohner vor den Schlossknechten zu schützen.

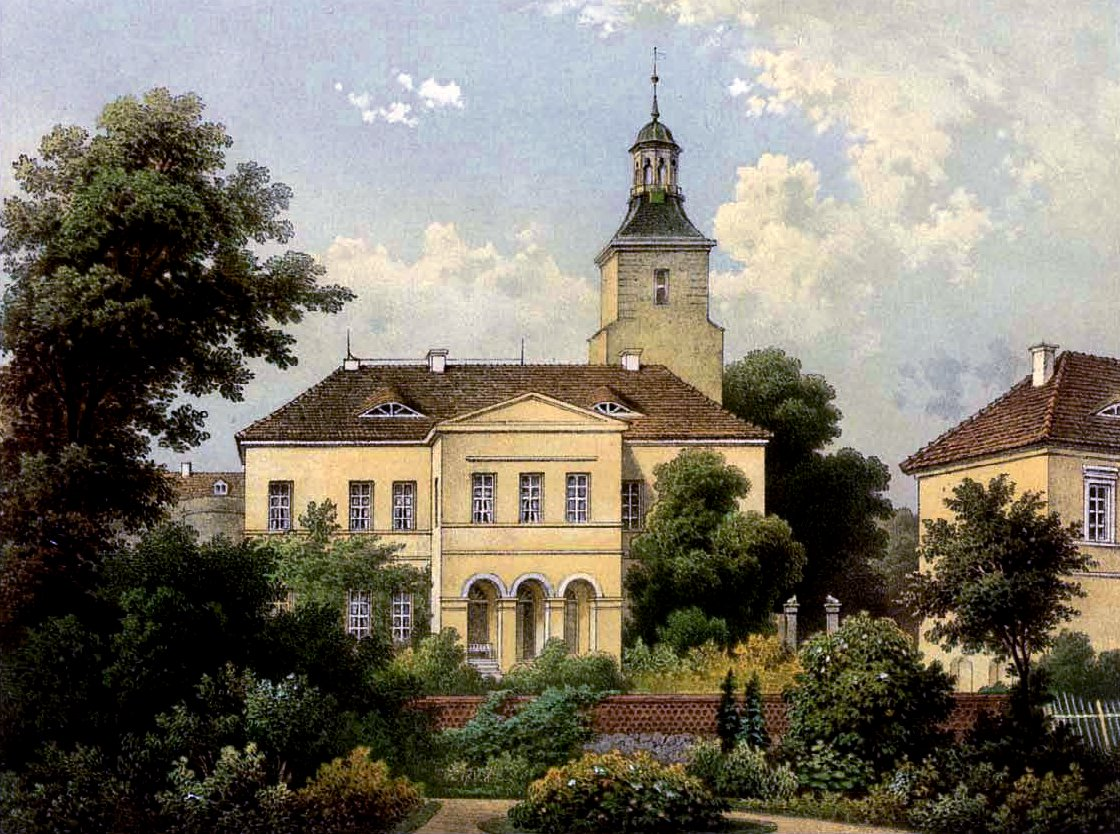
Schloss Sommerfeld um 1865/66, Sammlung Alexander Duncker

Während des Dreißigjährigen Krieges hat auch Sommerfeld sehr stark gelitten. Zuerst haben die brandenburgischen Truppen mehrmals in der Stadt gewütet. Im Oktober 1627 kam zum ersten Mal Wallenstein in die Stadt bei der Verfolgung Mansfelds. Der Friedländer hat noch mehrere Male mit seinen Soldaten die Stadt besucht und mit hohen Kontributionen belegt. Nur zwischen 1627 und 1629 war „die Stadt noch an die zwanzig Male geplündert worden“.
1632 wurde Sommerfeld Opfer kroatischer Truppen von Ferdinand II. Neben Plünderungen waren viele Todesopfer zu beklagen. Zu den Kriegsleiden kam 1633 noch die Pest, die das Leben von 580 Menschen gekostet hat (Mehrzahl der gesamten Bevölkerung). Nachdem die Schweden in den Krieg eingetreten sind, zogen auch sie zwischen 1639 und zuletzt 1643 mehrmals über die Stadt. Langsam sich die Stadt von dem Krieg erholt. Auch die Zerstörungen in der nahen Umgebung und den Dörfern waren groß. Die Weinanbaugebiete um Sommerfeld wurden fast völlig zerstört und seitdem der Weinanbau aufgegeben.

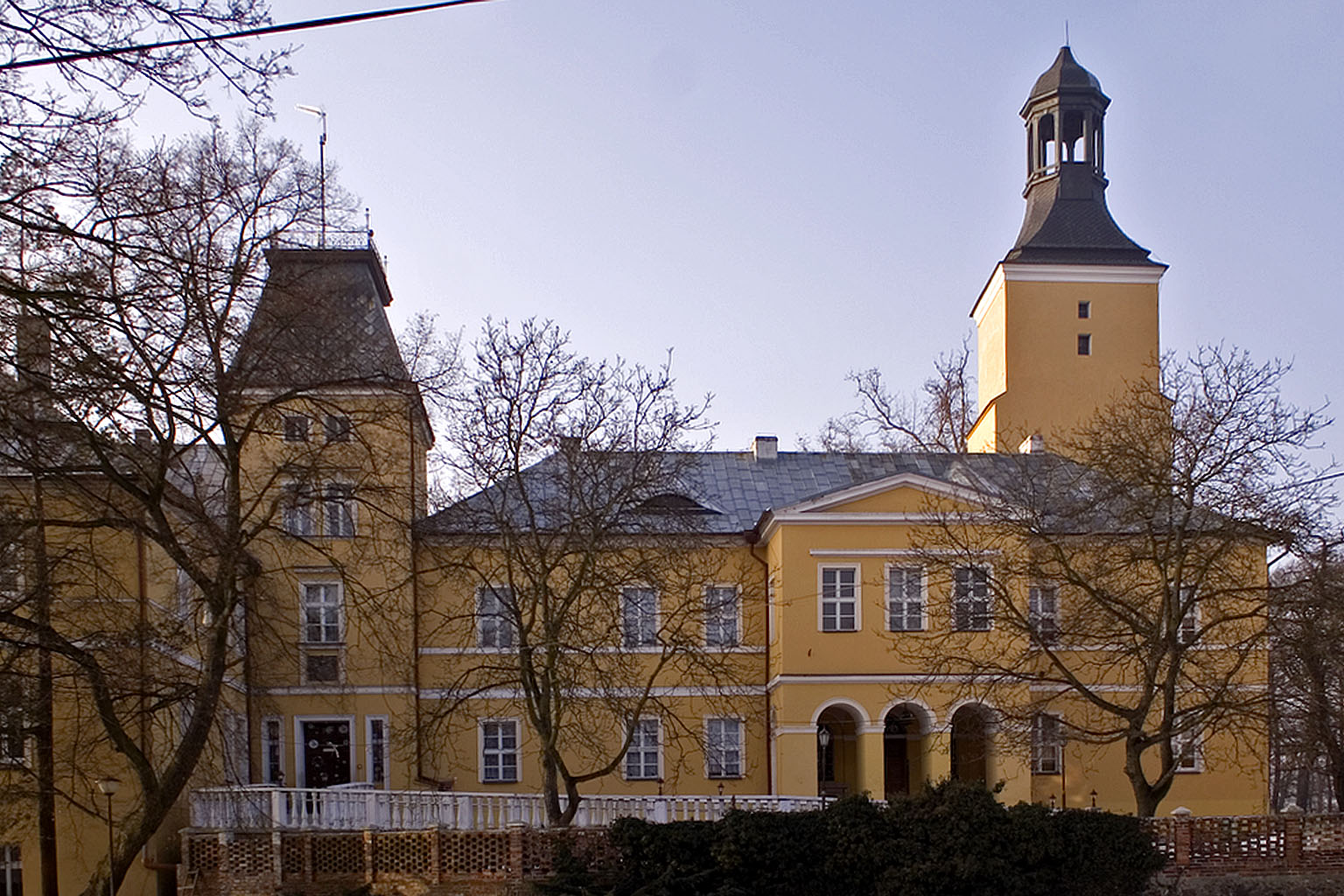
Schloss

In den Kriegen des 18. Jahrhunderts blieb die Stadt von Zerstörungen verschont, jedoch wurden ihr große Lasten auferlegt. Im Siebenjährigen Krieg zogen mehrmals die preußischen Korps unter Friedrich dem Großen, aber auch österreichische Korps durch die Stadt. Im August 1759 musste die Stadt mehrmals kaum erschwingliche Lieferungen von Verpflegung an die kaiserliche Armee verkraften. Einige der ansehnlichen Stadtbürger wurden dabei für mehrere Jahre als Geiseln bis nach Prag verschleppt. Während der napoleonischen Kriege zogen hier fremde und eigene Armeen durch, die jedes Mal Kontributionen forderten. Im Juli 1813 hat die Sommerfelder Landwehr die Angriffe von französischen Truppen von den Mauern zurückgeschlagen.

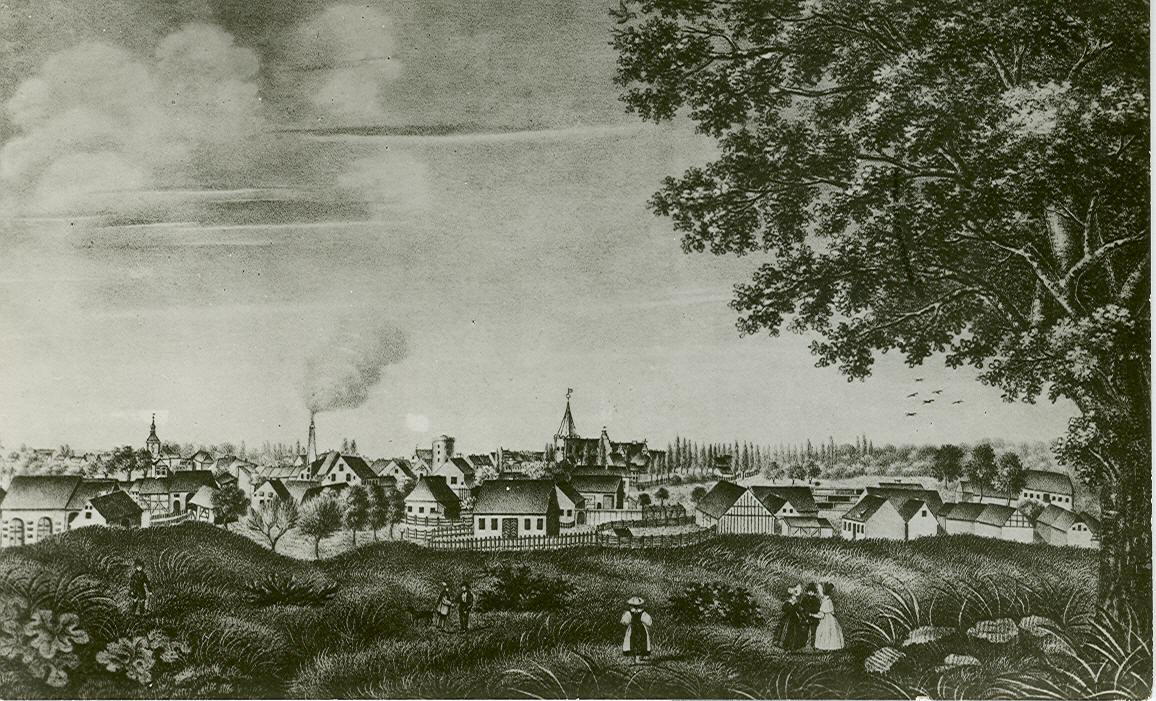
Stadtansicht von 1841 nach Daniel Murmann

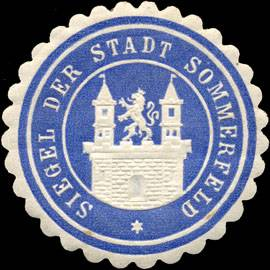
Siegelmarke Siegel der Stadt Sommerfeld

Die Städteordnung in Preußen von 1807 brachte der Stadt eine Zeit der Unabhängigkeit und der Immediatenstadt-Status entfiel. Die Stadt bekam frei gewählte Stadtverordnete und nahm die Verwaltung in die eigene Hand. Nach der preußischen Verwaltungsreform von 1815 wurde Sommerfeld in den brandenburgischen Kreis Crossen eingegliedert.

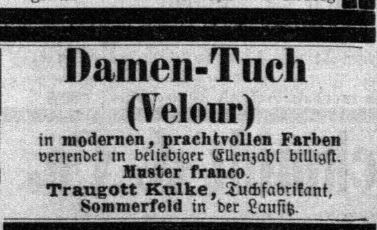
Tuchfabrik Kulke Sommerfeld

### Schloss und Majorat Sommerfeld
Nach dem Genealogischen Handbuch des Adels kam das Schloss Sommerfeld samt Majorat als Nacherbe der Familie von Kottwitz an die Familie von Beerfelde, im Weg über den preußischen General Friedrich Siegmund von Bredow (1683–1759), dessen zweite Ehefrau war Emerintia von Beerfelde. Sie stiftete nach dem Tod des Ehemannes einen Familienfideikommiss, zur Sicherung der Erbfolge ihrer eigenen Verwandtschaft. So übernahm ihr Bruder George Friedrich von Beerfelde (1722–1799) als Gutsherr auf Schloss Sommerfeld. Er wurde 1793 als Johanniter-Ritter erwähnt. Seine Nachfahren bauten das Schloss ab 1840 in die bis heute bestehende Gestalt um. 1902 war Herr Georg von Beerfelde-Sommerfeld (1838–1902), mindestens seit 1880 Mitglied des Preußischen Herrenhauses. Ab 1903 wurde Gustav von Beerfelde (1881–1929) der Eigentümer vom Schloss mit Rittergut Baudach. 1929 war das Anwesen teils verpachtet an Arwed Semmig. 1930 verkauften die Beerfelde Sommerfeld, hielten aber mit dem Sohn Georg von Beerfelde (1906–1977) die Nebengüter Wellmitz und Baudach. Nach der Enteignung 1945 lebten die Nachfahren in Bayern.

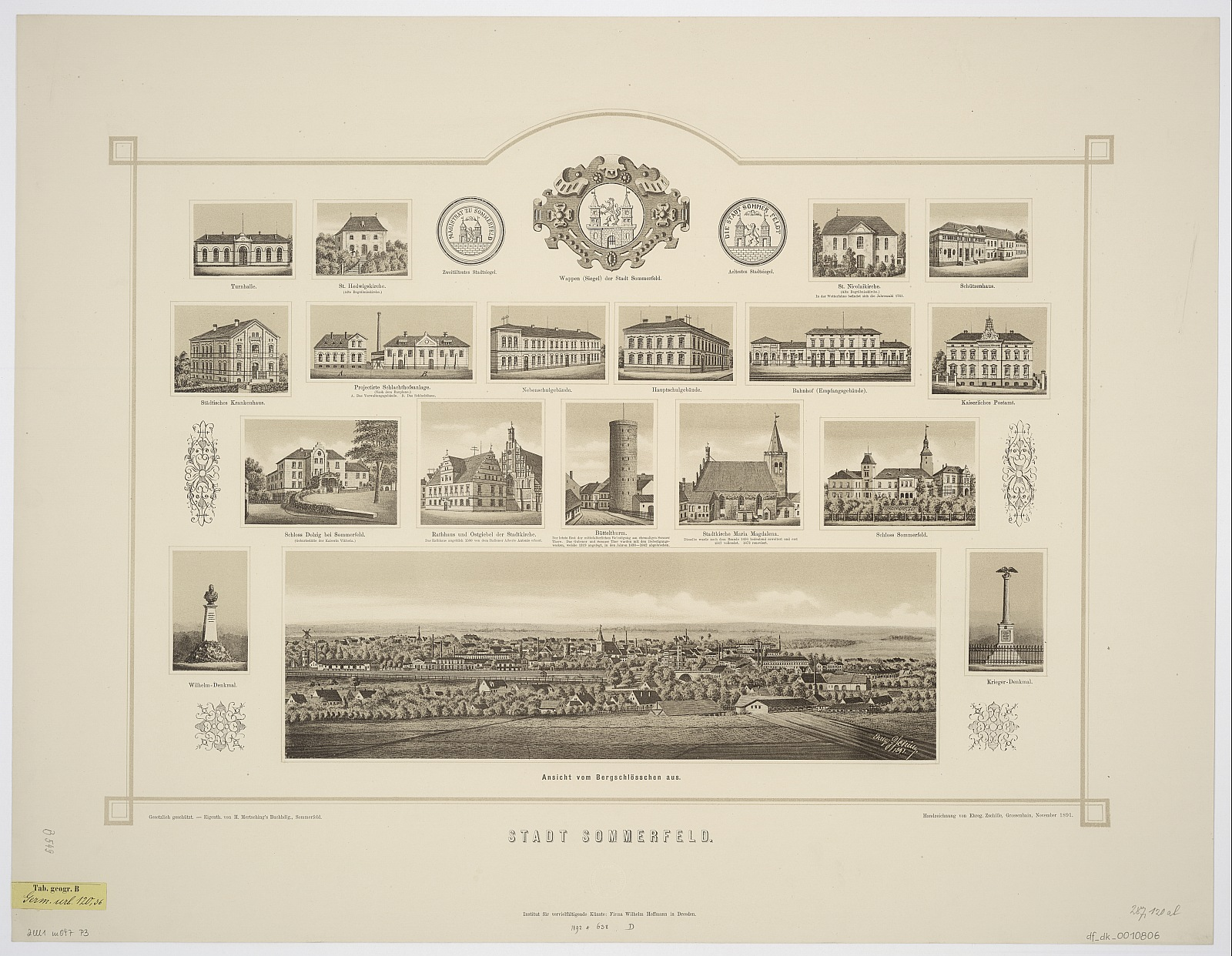
Sommerfeld 1891

### Industrialisierung
Die Zeit der Industrialisierung hat in der Stadt mit der ersten in Betrieb genommenen Dampfmaschine und dem ersten Fabrikschornstein 1835 begonnen. In der Zeit wurde der Stadtmauerring geschleift. Übrig geblieben von den alten Befestigungen sind ein bis heute erhaltener Turm (Büttelturm) des Sorauer Tores sowie Mauerreste, die beim Bau in einige Häuser aufgenommen wurden. In dieser Zeit ist auch ein immenser Zuwachs der jüdischen Gemeinde zu verzeichnen. So zählte die Stadt im Jahr 1844 26 Juden und nach zwei Jahren schon 47 Juden. Ein jüdischer Friedhof, dessen Reste bis heute erhalten sind, wurde im Süden der Stadt eingerichtet. Im Jahr 1846 wurde Sommerfeld an die Bahnlinie Berlin–Breslau angeschlossen. 1857 nahm eine Gasanstalt den Betrieb auf, und 1863 wurden Wasserleitungen verlegt. Mit Gasglühlicht wurde 1896 die Straßenbeleuchtung eingeführt.
Der spätere Großindustrielle und Erfinder Heinrich Ehrhardt arbeitete 1870 in der Maschinenfabrik Kulke und wurde in der ganzen Gegend als „Maschinendoktor“ berühmt, weil er die wertvolle, aber störanfällige Ballancierdampfmaschine der Tuchfabrik Martini vor dem Totalschaden retten konnte.
Die Einwohnerzahl wuchs ständig, mehrere neue Betriebe der Textilindustrie sowie die Ziegelwerke sind in der zweiten Hälfte des 19. Jahrhunderts entstanden und die Stadt erlebte den Gründerzeitboom mit und war stets die größte Stadt im Kreis. Neben neuem wirtschaftlichen Aufschwung wuchs auch die Dienstleistungsinfrastruktur. Mehrere Schulen, das Krankenhaus, das klassizistische Schützenhaus und einige Hotels sind in der Zeit entstanden.
Der Erste Weltkrieg hat die Stadtentwicklung gehemmt. Die Bevölkerungsanzahl ging bis 1939 kontinuierlich leicht zurück. Auch die Infrastruktur hat sich in den Zeiten der wirtschaftlichen Krisen geändert. Die kleinen Betriebe wurden durch wenige Aktiengesellschaften übernommen und die Produktion stark konzentriert.
Das Schloss wurde 1930 an die Innere Mission verkauft, seitdem dient es, mit kurzen Unterbrechungen, als Pflegeheim für die älteren Bedürftigen.

## In der Zeit des Nationalsozialismus und im Zweiten Weltkrieg
Im Zweiten Weltkrieg war die Stadt von großen Zerstörungen aus der Luft nicht betroffen. In den zahlreichen Fabriken wurden viele Zwangsarbeiter aus den von Nazideutschland besetzten Gebieten eingesetzt. Vor allem die Textilfabriken, Ziegeleien und auch kleinere Maschinenbaubetriebe waren auf die fremde Kraft angewiesen. Im 1943 kam es in der Hutfabrik Gebr. Lembert zu einem Protest und Sitzblockaden der russischen Arbeiterinnen wegen der Schikanen seitens der Fabrik- und Lagerleitung.
Ende Januar 1945 wurde in der Gegend zwischen Sommerfeld, Forst und Guben eine hier irrtümlich abgesetzte Kommandotruppe Wisła („Weichsel“) der polnischen Armee tätig. Neben Aufklärung in und um die Stadt gab es einen Sabotageakt am 8. Februar 1945 an der Bahnlinie zwischen Sommerfeld und Crossen. Wegen Überfällen zwecks Verpflegungbeitreibung wurde die Gruppe bei der Zivilbevölkerung in den Dörfern gefürchtet.

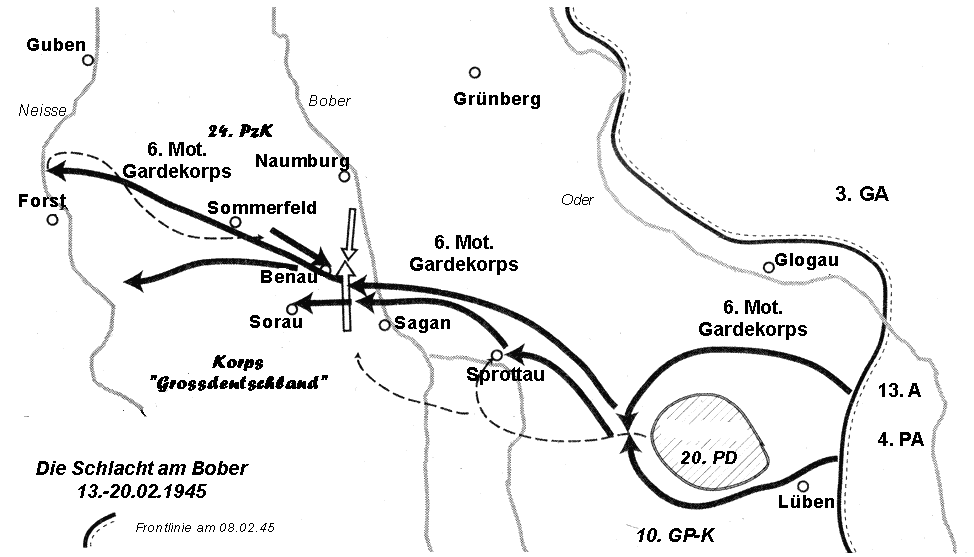
Schlacht am Bober

Anfang Februar 1945 wurde Sommerfeld neben anderen Niederlausitzer Städten zum Vorfeld der Schlacht am Bober. Am 13. Februar morgens durchgebrach die sowjetische Armee die deutschen Stellungen am Fluss Bober (in 20 km Entfernung) und kam bis an die Stadt heran. Tagsüber fuhren noch die Züge mit den Flüchtlingen vom Bahnhof in Richtung Westen ab. Abends erreichte das 6. Mot. Gardekorps unter Oberst M. Orlow Sommerfeld und die Kämpfe begannen. Am 14. Februar wurde die Stadt eingenommen und der sowjetische Stoßtrupp drang weiter in Richtung der Neiße südlich von Guben vor. Dabei wurde die polnische Kommandogruppe von den sowjetischen Einheiten aufgefangen und die Soldaten beinahe als Diversanten erschossen.
Ein Gegenangriff der deutschen Kräfte begann am 15. Februar. So wurde die Stadt von der Sturmbrigade Dirlewanger am 16. Februar zurückerobert.
Am 19. Februar mittags stand die Stadt unter Artilleriebeschuss, wobei der Turm der Pfarrkirche am Markt getroffen wurde, jedoch ohne größere Schäden blieb. Die zähen Kämpfe östlich von Sommerfeld gingen bis zum 20. Februar weiter, als die deutschen Einheiten vom Bober zurückweichen mussten. Sommerfeld wurde an dem Tag morgens erneut von den sowjetischen Kräften besetzt. Dennoch sind in der Nacht vom 20. zum 21. Februar die Reste der deutschen Einheiten über die Stadt in Richtung Guben zur Wiederaufstellung hinter der Neiße gezogen. Bei den gesamten Kämpfen wurden in der Stadt nur einige Häuser zerstört.
Nach der Stadteinnahme kam es zu den damals üblichen Übergriffen an der Zivilbevölkerung. Bald wurden die technischen Ausrüstungen der meisten Betriebe regelrecht abmontiert und in die Sowjetunion verschafft. Auch einige Stadtbedienstete waren von den Deportationen betroffen.

## Religionen

### Katholische Kirche

#### Christianisierung
Die Anfänge des Christentums in der Region um Sommerfeld hängen mit Guben und Crossen zusammen. Zuerst lag die Region um Guben mit Sommerfeld (Erstnennung 1253) in Polen im Bistum Breslau. Etwa 1226/1227 verkaufte Heinrich der Bärtige von Schlesien das Land Guben an die Markgrafschaft Meißen, weil er Geld und Soldaten für den Kampf um Krakau brauchte. Während das Land Sorau etwa 1268 an die Markgrafschaft und zum Bistum Meißen ging, verblieb das Herzogtum Glogau, zu dem Crossen gehörte, bis 1331 in Polen und bis zur Reformation im Bistum Breslau.
Die Informationen über die Anfänge des Christentums in der Region sind sehr fragmentarisch. Die Verleihung des Stadtrechts an Guben im Jahre 1235 verweist zugleich auf eine Pfarrkirche dort – das Stadtrecht war mit der Verpflichtung zum Kirchenbau verbunden. Die erste urkundliche Erwähnung von Guben erfolgte zwischen 1207 und 1210 in einer Urkunde des Augustinerklosters Riesa, in der der „castellanus de Gubin“ als Zeuge aufgezählt wird. Warum ausgerechnet in dieser Urkunde der Kastellan von Guben vorkommt, wird wohl ungeklärt bleiben. Sicher ist, dass er sich als Gesandter des Herzogs von Schlesien am Hofe des Markgrafen von Meißen und nur wenige Kilometer weiter entfernt in Riesa aufhielt (Riesa war damals noch sorbisch geprägt). Offensichtlich interessierte sich der schlesische Herrscher für den Augustinerorden, der vor allem als Prediger- und Missionarsorden bekannt ist und für Guben ein Ordensniederlassung plante. Der Gedanke über eine Filiale in Guben ist zwar spekulativ, aber auch gar nicht unrealistisch oder unlogisch, weil nur wenige Jahre später, 1217, das Augustinerkloster in Naumburg am Bober gegründet wurde. Abgesehen davon mussten die nach Naumburg angekommenen Mönche zweisprachig sein, um die Sorben pastoral zu betreuen. Möglicherweise gab es vor 1210 noch nicht genug freiwillige Mönche, die nach Schlesien wechseln wollten. In Crossen, wo sich die Lieblingsburg Heinrichs befand, gab es sicherlich auch ohne schriftlichen Nachweis eine Schlosskapelle. Nicht weit von Crossen im Dreieck der Neißemündung in die Oder lag die Burg Schiedlo. Mehr als vier Jahre nach dem Landkauf stellte der Markgraf von Meißen das Privileg für die St.-Georg-Kirche in „Shidelow“ aus. Der Herrscher schenkte der Kirche Wiesen in Schiedlo, den Zehnten aus dem Dorf Tzermenitz, Zollgebühren aus Muzckow und aus Sommerfeld zu.
Sommerfeld wurde erstmals am 20. Oktober 1253 in Zusammenhang mit Abgabenzahlung an die Kirche in Schiedlo erwähnt: „… in opido Zommerfeld de qualibet curia unum solidum novorum denariorum vel 16 antiquos usuales in crastino …“ („aus der Ortschaft Sommerfeld bekommt die Kirche [jährlich] einen neuen soliden Denar oder 16 alte bisher benutzte, gilt ab dem folgenden Tag“).
Es ist keine Originalurkunde, sondern ein Eintrag im Kopialbuch des Klosters Neuzelle aus dem Jahre 1429, das während der Bearbeitung der Archivalien im ausgehenden 19. Jahrhundert „neu“ entdeckt wurde. Die Abgabenzahlung verweist auf eine kleine Kaufmannssiedlung und eventuell auf eine kleine Kapelle, die, falls sie existierte, der Gubener Pfarre unterstellt war.

#### Administration
Das älteste Register des Bistums Meißen aus dem Jahre 1495 enthält Abschriften aus dem älteren verschollenen Register von 1346, in dem Sedes Guben erwähnt wird. Das Archidiakonat Niederlausitz zählte 1495 rund 13 Sedes (Erzpriestersitze) und Sedes Guben zählte rund 28 Pfarreien, darunter Sommerfeld. Sommerfeld war bis zur offiziellen Einführung der Reformation 1539/1540 eine der 900 Pfarreien im Bistum Meißen. Um 1215 wurde im Osten des Bistums Meißen der Kollegiatstift St. Petri in Bautzen gegründet. Wohl vor 1216 für die Oberlausitz bzw. vor 1228 für die Niederlausitz wurden Archidiakonate geschaffen. Möglicherweise hing die Gründung des Diakonates für die Niederlausitz zeitlich mit dem Kauf von Guben zusammen. Das Archidiakonat Niederlausitz bestand aus 13 Erzpriestersitzen mit 227 Pfarreien (das flächenmäßig größte im Bistum), Archidiakonat Oberlausitz aus 12 Erzpriestersitzen mit 196 Pfarreien. Der Archidiakon war Mitglied des Domkapitels und residierte in Meißen, 1370 wurde ein Offizial als ständiger Vertreter des Archidiakons in Lübben eingesetzt, der dort zugleich als Pfarrer amtierte.
Die Diözesangrenzen waren im Laufe des Mittelalters gezogen worden. So agierte Luther im Jahre 1517 im sächsischen Wittenberg, das zum Bistum Brandenburg gehörte. Kirchenrechtlich war das Territorium Brandenburgs im Jahre 1539 unter neun (!) Bistümern verteilt: Verden, Havelberg, Brandenburg, Halberstadt, Kammin, Lebus, Meißen, Posen und Breslau. Nur zwei davon, Havelberg und Lebus, lagen gänzlich in Brandenburg. Die Oder nördlich von Guben bildete auf einigen Kilometern die Grenze der Bistümer Meißen und Lebus; zwischen Sommerfeld und Crossen grenzten aneinander die Bistümer Meißen und Breslau. Bis zum Dorf Straube etwa 7 km nördlich von Crossen reichte die Diözese Posen, dessen Grenze zu Lebus sich ungefähr mit der Westgrenze des Landkreises Crossen bis 1945 (!) deckt. Die Bistümer Lebus, Breslau und Posen gehörten zur Kirchenprovinz Polen. Nordöstlich von Crossen lag die Herrschaft Züllichau (wie Sommerfeld seit 1482 brandenburgisch) in der Diözese Breslau und davon nördlich Schwiebus in der Diözese Posen (polnisch/böhmisch/österreichisch/nach 1740 brandenburgisch). Nach der Reformation wurden diese Strukturen abgeschafft. Das Land Brandenburg war seitdem nur einer kirchlichen Administration, die vom Kurfürsten bestimmt wurde, unterstellt. Sommerfeld lag bis zur offiziellen Einführung der Reformation im Kurfürstentum Brandenburg im Jahre 1540 im Bistum Meißen.
In Sommerfeld entstand nie ein Kloster. Die Gründung eines Klosters setzt die Landgutverleihung durch den Herrscher als finanzielle Basis seiner Existenz, Basis die in der Region um Sommerfeld nicht vorhanden war. Die Klöster spielten eine wichtige Rolle als geistige Zentren, beispielsweise durch Chroniken als Träger des lokalen Geschichtsbewusstseins oder Klosterschulen. Die Mönche ersetzen auch nicht vorhandene Ärzte oder Apotheker, weil sie über die Grundlagen des medizinischen Wissens verfügten. Die Gläubigen, die sich für ein Leben in einer Glaubensgemeinschaft entschieden, begaben sich in die nächstgelegenen Klöster, die sich in Guben, Sorau, Naumburg am Bober Naumburg, Sagan und Crossen befanden.
In Sommerfeld existierte eine Terminei der Dominikaner, die zuerst zu Luckau und seit 1337 zu Crossen gehörte. Die Priesterausbildung setzte zuerst ein Studium im Kloster voraus, dem folgte die praktische Unterweisung in das Priesteramt am im Jahre 1217 gegründeten Kollegiatstift St. Petri in Bautzen. Diese Gründung inmitten im Sorbenland beabsichtigte eindeutig die Suche nach dem sorbischsprachigen Nachwuchs, der in der Lausitz durch Zweisprachigkeit besser missionieren und zum Christentum motivieren konnte. Seit dem späten Mittelalter konnte die Priesterausbildung an Universitäten erfolgen, so in Leipzig (seit 1409), Wittenberg (1502) und in Frankfurt an der Oder (1506).

#### Christentum in Sommerfeld
Nach dem Erhalt des Stadtrechts wurde in Sommerfeld die Pfarrkirche aus Stein und Ziegelsteinen gebaut, die erstmals im Jahre 1315 erwähnt wurde. Die ursprüngliche Marienkirche wurde erst nach dem Dreißigjährigen Krieg der Maria Magdalena geweiht.

### Evangelische Kirche
Bis zur Reformation gehörte Sommerfeld zum Bistum Meißen. Auch als Sommerfeld im Jahre 1482 zum schlesischen Herzogtum Crossen kam, welches kirchlich im Bistum Breslau lag, änderte sich die Zuständigkeit nicht. Während der Reformation erließ 1540 Kurfürst Joachim II. die Brandenburgische Kirchenordnung, die die Organisation (mit Beibehaltung der diözesanbischöflichen Verwaltungsstruktur unter einem neuen Namen), die Lehre und das Leben (Regelungen zu Gottesdiensten, Predigten, Sakramenten) der lutherischen Kirche, kodifizierte.
Mit der Einführung der Kirchenordnung, de facto eines Religionsgesetzes, gründete der Kurfürst eine eigene Landeskirche, deren Oberhaupt er selbst wurde. Dies gilt für all seine Nachfolger bis 1918. Die Gläubigen im Herzogtum Crossen wurden der neuen Kirchenbehörde, dem 1543 gegründeten Kurmärkischen Konsistorium unterstellt. Dieses unterstand von 1750 bis 1808 dem Oberkonsistorium in Berlin, dann der Kultusabteilung im Preußischen Innenministerium und seit 1817 dem neu gegründeten Ministerium der geistlichen, Unterrichts- und Medizinalangelegenheiten (Kultusministerium). Gleichzeitig schuf Friedrich Wilhelm III. die Unions-Kirche. Die Kirchenprovinz Brandenburg verwaltete bis 1850 das „Königliche Konsistorium Brandenburg zu Berlin“ und danach bis 1948 der Evangelische Oberkirchenrat. Die preußische Landeskirche hieß 1821–1845 Evangelische Kirche in Preußen, 1846–1875 Evangelische Landeskirche in Preußen, 1875–1922 evangelische Landeskirche der älteren Provinzen Preußens und 1922–1953 Evangelische Kirche der altpreußischen Union.

#### Die „Sommerfelder Reformation“ 1524
Guben, Calau, Cottbus und Sommerfeld gehörten zu den ersten Städten in der Niederlausitz, in denen die Reformation schnell Fuß fasste. Die Reformation begann in Sommerfeld recht verwirrend. Anfang 1524 kam der Franziskanermönch aus Cottbus Michael Reutter nach Sommerfeld und fing an, in der Kirche zu predigen. Die Unterstützung bekam er vom Bürgermeister und Stadträten. Am Himmelfahrtstag 1524 ließ der Pfarrer den Organisten die ganze Zeit zu spielen, um dessen Predigten zu stören. So ließ er Glocken läuten, während Reutter auf dem Marktplatz predigte. Alle Versuche, den neuen Prediger aus der Stadt zu vertreiben, misslangen. Die Stadtbewohner stellten sich auf die Seite Reutters und wandten sich dem neuen Glauben zu. Liturgische Geräte und Gewänder wurden aus der Kirche entfernt, die Spenden und andere Zahlungen an die Pfarre blieben aus, auch die kirchlichen Stiftungen wurden aufgelöst. Reutter schaffte Gottesdienst am Tage ab. Der Pfarrer und die Kleriker wurden sogar bedroht. Der Sommerfelder Klerus, vor allem der Pfarrer Simon Kuhne beschwerte sich dann schriftlich beim Bischof von Meißen Johann, der den Herzog von Sachsen Georg, einen Gegner Luthers, um Vermittlung bat und dieser schrieb dann an den Kurfürsten von Brandenburg Joachim, ebenfalls einen Gegner Luthers. Aus dem Bischofsschreiben geht hervor, dass Reutter liturgische Gewänder ablege und sich weltlich kleide, er trüge lange Haare, ein rotes Birett und rote Hose und beabsichtige zu heiraten. Weiter, so der Bischof, er lehne die Institution Kirche und Liturgie ab, so die Zeremonien und Sakramente. Heiligenverehrung, Sonn und Feiertage, Fastenzeit, Marien- und Apostelkult seien demnach überflüssig, die Arbeit an Sonntagen erlaubt. Das Abendmahl fände mit Brot (statt Hostie) und Wein und die Taufe durch die Eintauchung des ganzen Kindeskörpers statt. Der Sommerfelder Stadtrat verteidigte Reutter, in dem er behauptete, dass er die Luthers Bücher gar nicht besitze und dessen Lehre gar nicht verbreiten könne. Die nur wenige Monate andauernde „Sommerfelder Reformation“ verweist auf die Spaltung und radikale Strömungen innerhalb der protestantischen Bewegung. Leider bleiben der Ausgang dieser kleinen, fast revolutionären Reformation in Sommerfeld und das weitere Schicksal Reutters unbekannt.

#### Reformation (Fortsetzung)

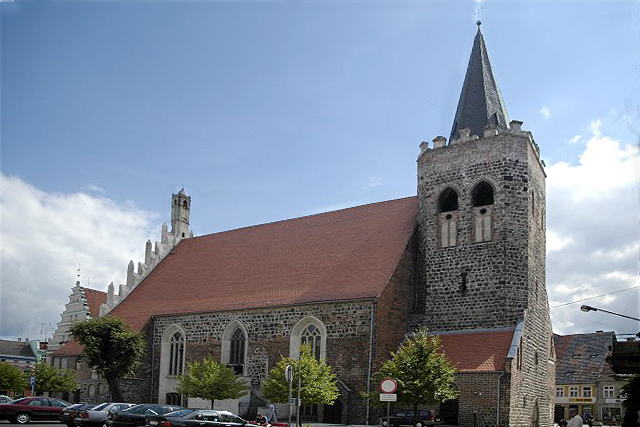
Mariä-Heimsuchungs-Kirche

Im Jahr 1527 sah es schon anders aus: Der Pfarrer „… hat sich ein Weib genommen – Anna, Tochter des hiesigen Balbiers Fabianus, und ist lutherisch worden. Dabei nennt er sich ‚Lekturist‘.“ Kurfürst Joachim hat in der Zeit in einem Brief vom amtierenden Bürgermeister und dem Stadtrat noch gefordert, „dass sie die catholischen Zeremonien gebrauchen sollen und die lutherischen entfernen“.
Aus Angst vor den möglichen Repressalien seitens des Fürsten wurde die Reformation nicht öffentlich praktiziert. Im Jahr 1537 kam der erste offizielle evangelische Pastor, Bartholomäus Frantz, aus Wittenberg in die Stadt. Im Jahr danach fand die förmliche Abschaffung des katholischen Brauchs in der Stadt statt und die Bevölkerung wurde bis 1542 vollständig evangelisch. Auch die slawische Bevölkerung der Gegend wurde bald zu Anhängern der neuen Lehre. In der Nikolauskirche innerhalb der Stadt wurden die Gottesdienste in der sorbischen Sprache bis ins 19. Jahrhundert gehalten.

### Konfessionen in Sommerfeld bis 1945
- 1875: 10.235[49]
- 1880: 11.073[49]
- 1925: 11.196, davon 10.541 Evangelische, 359 Katholiken, zehn sonstige Christen und 33 Juden[49]
- 1933: 10.931, davon 10.195 Evangelische, 372 Katholiken, keine sonstigen Christen und 39 Juden[49]
- 1939: 10.578, davon 9.837 Evangelische, 419 Katholiken, zehn sonstige Christen und 14 Juden[49]

### Rekatholisierung im 20. Jahrhundert
Ende des 19. Jahrhunderts wurden in der Stadt viele Arbeiter aus Großpolen sowie anderen Teilen Deutschlands angesiedelt, die eine Beschäftigung in der lokalen Industrie fanden. Mit der Zeit stieg wieder der Anteil der Anhänger der katholischen Konfession, so dass 1908 eine aus Spenden finanzierte neue katholische Kirche im neugotischen Stil gebaut wurde. Nach 1945 wurden die zwei evangelischen Kirchen der Stadt zu katholischen Kirchen umgestaltet, da die nachkommende polnische Bevölkerung römisch-katholisch war. Die Nikolauskirche kam in der nachfolgenden Zeit völlig herunter und wurde in den 1960er Jahren abgerissen. Gegen Ende des 20. Jahrhunderts wurde die Stadtgemeinschaft auf zwei Pfarreien aufgeteilt.

## Bahn

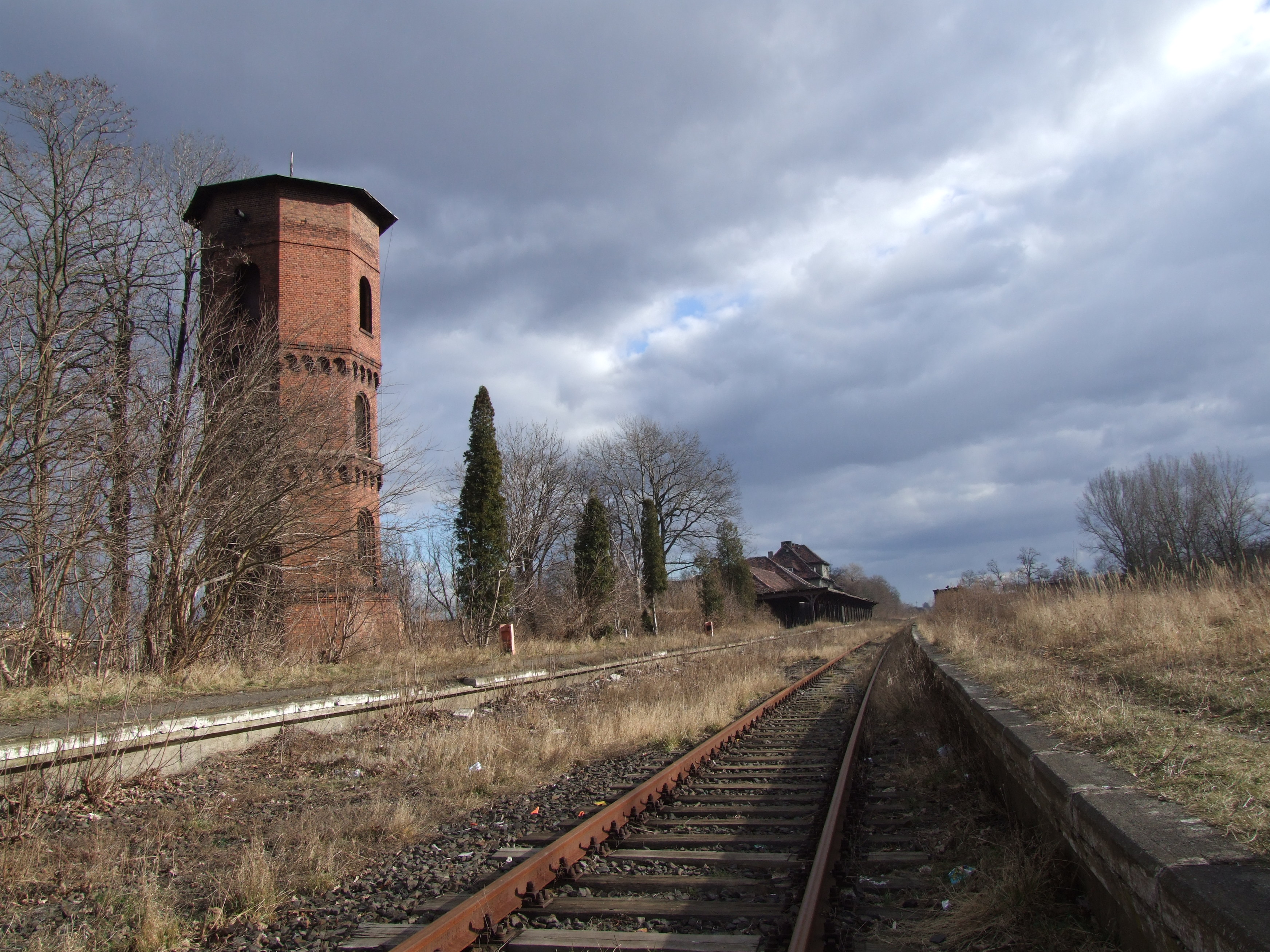
Bahnhofsgelände

### Bahneröffnung 1846
Sommerfeld lag abseits der großen Verkehrswege. Die Situation änderte sich, als Sommerfeld am 1. September 1846 zum Haltepunkt der Bahnstrecke Berlin-Breslau wurde. Die Strecke betrieb zuerst die private Gesellschaft Niederschlesisch-Märkische Eisenbahn (NME), mit finanzieller Beteiligung des Preußischen Staates. Wegen ihrer ökonomischen Bedeutung wurde sie im Jahre 1852 verstaatlicht. Die Strecke wurde in mehreren Etappen gebaut: 1842 Berlin-Frankfurt (Oder), 1844 Breslau-Liegnitz; 1845 Liegnitz-Bunzlau; 1847 Kohlfurt-Görlitz (mit Anschluss nach Dresden und Leipzig). In Sommerfeld wurde der letzte Abschnitt nach Guben der Strecke Berlin-Frankfurt (Oder)-Guben-Sommerfeld-Sorau-Kohlfurt-Bunzlau eröffnet. Das Stationsgebäude wurde bereits 1845 fertiggestellt, aber der Sommerfelder Abschnitt erwies sich im Bau als der schwierigste, sogar schwieriger als die Neißebrücken in Guben oder in Görlitz, weil die damals nicht regulierte Lubst den Boden einweichte und Auen bildete. Als notwendig erwies sich der Bau von Bahndämmen, Schleusen und Brücken.
Am 17. Juli 1846 startete zwischen Guben und Sorau die erste Probefahrt. Die gesamte Strecke wurde am 23. August 1846 fertiggestellt. Die feierliche Eröffnung fand in Breslau am 31. August 1846 statt.
Die Strecke wurde zuerst für den Güterverkehr und dann am 13. September für den Personenverkehr freigegeben. Die Gesamtstrecke zählte 47 7/12 preußische Meilen, also knapp 358 km (auf Chaussee 43¾ Meilen). Die Fahrt dauerte laut dem ersten Fahrplan vom 1. September 1846 mehr als 13 Stunden; davon entfielen etwa 4 Stunden auf Aufenthalte an 32 Bahnhöfen; Beispiel: Abfahrt Berlin 7:00, Ankunft Breslau 20:09; Abfahrt Breslau 7.30 Uhr, Ankunft Berlin 20.46 Uhr. Der Abschnitt Frankfurt (Oder)-Guben-Sommerfeld-Sorau-Kohlfurt wurde im Volksmund als die Lausitz-Linie bezeichnet.
Sommerfeld bekam eine Verbindung nach Cottbus, der größten Stadt in der Lausitz, über die neue, am 1. September 1871 eröffnete Bahnstrecke Cottbus–Guben. Zwar wurde die Chaussee nach Cottbus über Pförten 1860 ausgebaut, aber die Behörden entschieden sich doch für die Führung der am 1. März 1872 in Betrieb genommenen Eisenbahnstrecke von Cottbus nach Forst und am 30. Juni 1872 weiter nach Teuplitz und Sorau, weil sich bei Teuplitz Braunkohle- und Tongruben sowie mehrere Ziegeleien befanden. Am 15. Mai 1875 wurde eine neue eingleisige 93 km lange Abkürzungsstrecke von Gassen, Bünau, Sagan nach Arnsdorf bei Liegnitz in Betrieb genommen.
Die Entfernung verkürzte sich um 30 km auf 329,7 km und durch den Wegfall mehrerer Haltepunkte betrug die Fahrzeit dann etwa 11 Stunden. Die erste lange Strecke wurde auf mehreren Abschnitten nach 1850 und die ‘Abkürzung‘ um 1900 zweigleisig ausgebaut. Die Entfernung von Sommerfeld nach Berlin Schlesischer Bahnhof betrug 156,9 km; nach Breslau Märkischer Bahnhof zuerst 202 km und ab 1875 (‘Abkürzung‘) 172 km, und ab 1904 verkehrten die Züge nur noch nach Breslau HBF, Entfernung 172,77 km. Die Bahn wurde auch in Sommerfeld zum Arbeitgeber, neben dem Personenverkehr gewann auch Güterverkehr immer mehr an Bedeutung. Die Bahn besaß ein eigenes Telegraphennetz. Das Bahnhofsgebäude hatte eine eigene Annahme- und Ausgabestelle für Gepäck und einen Warteraum mit Restauration. Der Bahnsteig durfte nur mit einer gültigen Bahnsteigkarte betreten werden, die die Bahnwärter kontrollierten. An Bahnübergängen befanden sich Häuschen für Schrankenwärter, die die Schranken manuell öffneten und schlossen. Es wurden auch mit der Zeit Eisenbahnerwohnungen gebaut.
Da Sommerfeld etwa in der Mitte der Bahnlinie Berlin-Breslau lag, wurden die Bahnbetriebshöfe ab Mitte des 19. Jahrhunderts ausgebaut, um den Fuhrpark zu bedienen.
Der Bahnhof wurde erstmals in den Jahren 1879–1881 aufwendig umgebaut. Die ersten Gebäude, schnell und preiswert nach 1845 im Fachwerk gebaut, wurden komplett abgerissen. Das Empfangsgebäude wurde vergrößert und bekam eine neue Fassade. Der Güterbahnhof bekam einen modernen Lokschuppen für 20 Lokomotiven, den ersten seiner Bauart in Deutschland. Die Lokhalle bildete einen Halbkreis mit geschwungenen Gleisen; die Loks befanden sich 6 m vom eisernen Tor in der Hallenmitte, im Abstand von 3,5 m voneinander entfernt und konnten beim kalten und windigen Wetter repariert werden. Der zweite Umbau erfolgte 1897, als die Strecke nach Weißwasser gebaut wurde (weiter im Text). Während des Weiteren Umbaus in den Jahren 1905–1908 wurde die Lokomotivremise um zwei Stellen verbreitet und es wurde auch eine neue für 12 Lokomotiven gebaut. Am Bahnhof entstand Nachtunterkunft für Eisenbahner. Beide Sommerfelder Wassertürme wurden 1912 (Personenbahnhof) und 1913 (Güterbahnhof) sehr aufwendig im Stil der Neuromanik errichtet. Der alte Wasserturm am Bahnhof von 1886 wurde abgebrochen. Beide Wassertürme gewannen bis in die 1930er Jahre Wasser aus Tiefbrunnen mit Dampfpumpen. Am Bahnhof ist noch der Schornstein der Dampfpumpe erhalten.
Hinweis: zu Zeitungsartikeln und Fotos zur Bahn in Sommerfeld siehe Wikimedia Commons, zu Abbildungen der Borsig-Lokomotive von 1864 und des Kohlenwaggons im Betrieb der Niederschlesisch-Märkischen Eisenbahn siehe Zach/Schulz.

### Weißwasser-Bahn
Am 1. Oktober 1897 wurde die privat finanzierte und 19,6 km lange Bahnstrecke der Lausitzer Eisenbahn-Aktien-Gesellschaft nach Muskau und 15. Juni 1898 die restliche Strecke mit einer Länge von 23,1 km von Teuplitz nach Muskau eröffnet (sog. Muskau-Teuplitz-Sommerfeld-Eisenbahn MTSE). Die LEAG war eine Tochtergesellschaft der Münchener Lokalbahn Aktien-Gesellschaft, die mehrere Linien im Umland von Sommerfeld betrieb. Das Unternehmen hatte seinen Sitz in Sommerfeld in einem Gebäude (amtlich: Nebenbahnhof Sommerfeld) direkt neben dem Bahnhof, mit einem eigenen Durchgang zum eigenen Bahnsteig. Die seit 1872 existierende Bahn Muskau-Weißwasser (7,7 km) wurde am 1. Mai 1898 auf die Lausitzer Bahn übertragen. MTSE wurde am 1. Januar 1939 verstaatlicht. Die 50,4 km lange Strecke wurde über die Jahre nicht saniert und die Fahrt dauerte laut dem Kursbuch von 1944 rund 2:39 Stunden. Die MTSE-Dokumentation, früher im Besitz der Reichsbahndirektion Halle (Saale), befindet sich im Landesarchiv Sachsen-Anhalt Standort Dessau.

### Crossen-Bahn
Preußische Staatseisenbahnen bauten die dritte und zugleich die letzte Eisenbahnstrecke Sommerfelds. Damit wurde Sommerfeld zum regionalen Eisenbahnkreuz. Nach längerer Planung erfolgte der erste Spatenstich am 22. Februar 1912. Die neue Trasse nutzte ein Kilometer Gleise nach Guben, überquerte Lubstauen, danach durchbrach sie Hügel bei Braschen und nutzte drei Kilometer Gleise von Guben nach Crossen. Von der am 27. April 1914 offiziell eingeweihten und am 1. Mai freigegebenen 41 km langen Strecke waren 37 km Neubau. Im Volksmund hieß die Linie nachher Balkanexpress, weil sie kurz vor dem Ausbruch des Ersten Weltkriegs in Betrieb genommen wurde. Die Eisenbahnbrücke über den Spitzenkanal des Boberkraftwerkes Deichow wurde 1935/1936 errichtet. In die Strecke, die von Anfang an defizitär war, wurde nach dem Bau nie investiert.

### Nach 1945
Mit dem Wegfall der Verbindungen nach Berlin und Weißwasser, die seit 1945 im Ausland lagen, wurden die vorhandenen Strecken unbedeutend. Das zweite Gleis der Strecke von Gubinek (Gubinchen) nach Miłkowice (Arnsdorf bei Liegnitz) wurde als Teil der Kriegsreparationen abgebaut, so auch einige Gleise und der technischen Ausrüstung des Güterbahnhofs, und in die Sowjetunion verfrachtet. Der Güterbahnhof Lubsko wurde für die Wirtschaft beinahe wertlos. Wegen mangelnder Investitionen begann der Zerfall der Bahnanlagen und die Stilllegung der Bahnstrecken. Die Bahnanlagen in Sommerfeld sind nun stark verfallen oder abgerissen. Die Strecke nach Krosno, die erst seit 1958 wieder funktionierte, wurde 2006 verkauft und komplett abgebaut.
Stilllegungen der Bahnstrecken:
- nach Krosno (Crossen) 1984
- nach Gubinek (Gubinchen) 1986
- nach Tuplice (Teuplitz) 1990
- nach Bieniów (Bünau) und Żagań (Sagan) 1995
- der letzte Güterzug 2011

## Einwohnerentwicklung
| Jahr | Einwohnerzahl |
| ---- | ------------- |
| 1750 | 01.496        |
| 1801 | 01.737        |
| 1840 | 04.760        |
| 1851 | 06.240        |
| 1875 | 10.235        |
| 1900 | 11.910        |
| 1939 | 10.760        |
| 1946 | 03.200        |
| 1950 | 06.400        |
| 1954 | 08.600        |
| 1971 | 13.000        |
| 2010 | 14.600        |

## Weitere Literatur
- Hans von Ahlfen: Der Kampf um Schlesien 1944/1945. 1. Auflage, Motorbuch Verlag, Stuttgart 1993. 2. Auflage, Verlag Naše vojsko, Prag 2013, ISBN 978-80-206-1341-7.
- Sommerfeld. In: Meyers Konversations-Lexikon. Band 15. 1889, S. 23 (Volltext [Wikisource])
- Joachim Stephan (Bearbeitung), Holger Schmidt (Redaktion): Städtebuch Historisches Ostbrandenburg. Band 4 (Bibliothek der brandenburgischen und preußischen Geschichte, Band 19). Im Auftrag des Brandenburgischen Landeshauptarchivs und der Historischen Kommission zu Berlin herausgegeben von Mario Glauert und Ulrike Höroldt, zugleich Deutsches Städtebuch und Handbuch städtischer Geschichte begründet von Erich Keyser fortgeführt von Heinz Stoob. Neubearbeitung herausgegeben im Institut für vergleichende Städtegeschichte an der Westfälischen Wilhelms-Universität Münster. Berlin 2022, S. 423–438; library.oapen.org (PDF; 7,0 MB) und uni-muenster.de